# Cinéma africain

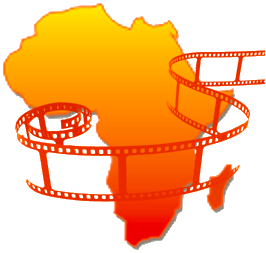
Stylisation du continent africain sur le thème du cinéma.

Clap aux couleurs du drapeau pan-africain.

L'expression « cinéma africain » désigne les films et la production cinématographique associée à l'Afrique et à ses régions (Afrique du Nord et Afrique subsaharienne).
Si cette expression est passée dans le langage courant, elle est historiquement surtout liée à une approche idéologique (de type panafricain) et à des organisations telles que la Fédération panafricaine des cinéastes (FEPACI). Compte tenu de la diversité des contextes sociaux et culturels du continent africain, il peut être plus adéquat de parler « des » cinémas africains.

## Histoire

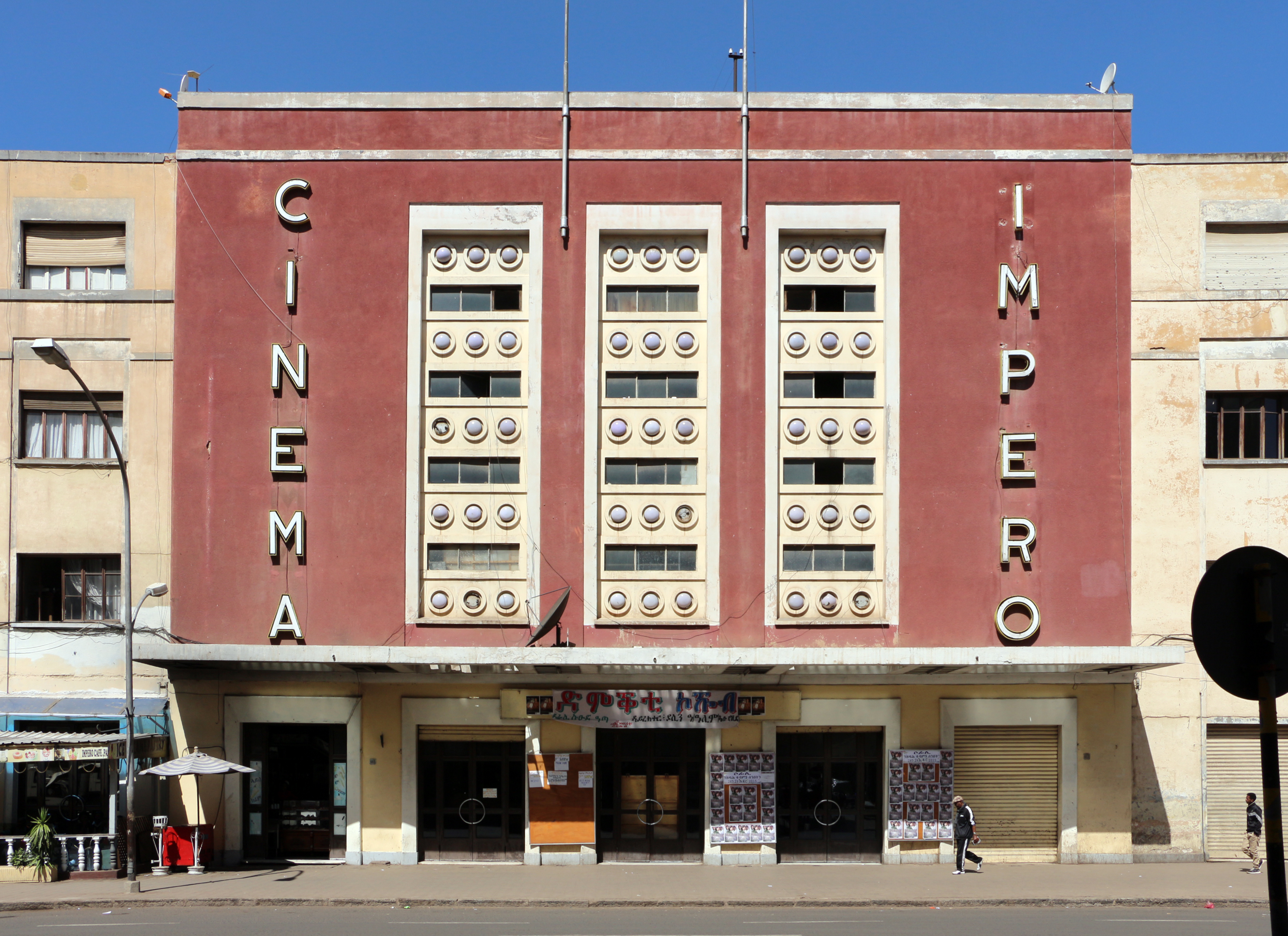
Le cinéma Impero (Asmara, Érythrée), construit par les Italiens en 1937.

Les cinémas africains sont relativement jeunes puisque les films que désignent généralement l'expression «cinémas africains» ont commencé à être produits à partir de la décolonisation et des indépendances (années 1950 et surtout 1960), même si une industrie du cinéma existe depuis le début du XXe siècle en Afrique du Sud et que des expériences locales ont été tentées en Tunisie et en Égypte dès les années 1920.
Le premier film d'Afrique subsaharienne tourné par un africain est Rasalama Maritiora, un documentaire sur Rafaravavy Rasalama, première martyre chrétienne Malgache réalisé en 1937 par Philippe Raberojo,. Mais en ce qui concerne l'Afrique noire francophone, le pionnier est le Sénégalais (Béninois de naissance) Paulin Soumanou Vieyra, également premier historien des cinémas africains. D'abord écrivain, son compatriote Ousmane Sembène, donne l'exemple d'une production africaine engagée et n'hésite pas à utiliser les langues vernaculaires. Djibril Diop Mambety sera le second grand nom du cinéma sénégalais. Les autres pays actifs sont le Niger (avec Oumarou Ganda), le Mali, la Côte d'Ivoire, le Cameroun, et surtout la Haute-Volta (futur Burkina Faso) qui crée dès 1969 le FESPACO (Festival panafricain du cinéma et de la télévision de Ouagadougou).

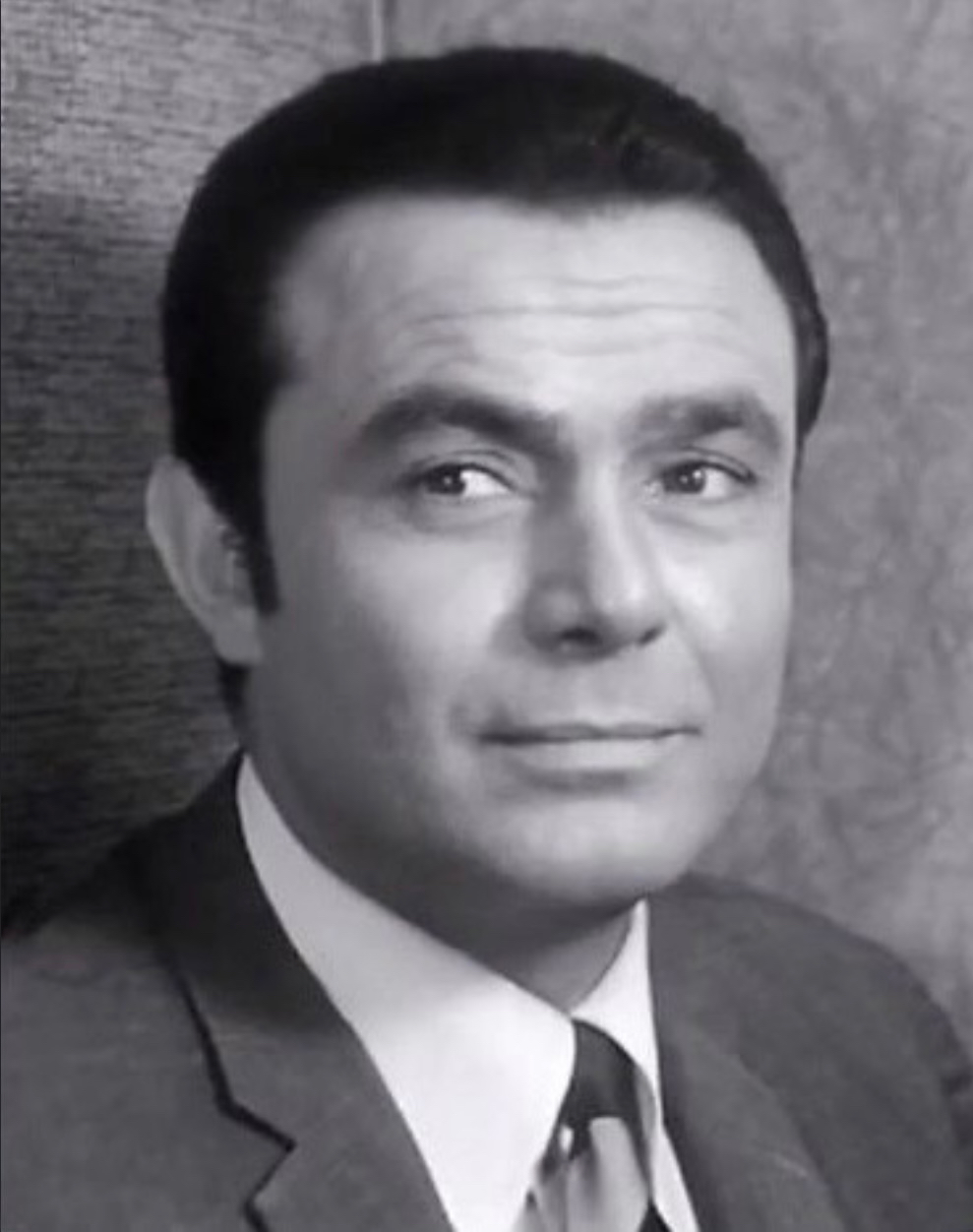
Salah Zoulficar, l'un des acteurs les plus populaires de l'âge d'or du Cinéma égyptien.

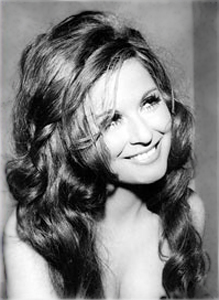
Souad Hosni, l'une des actrices les plus populaires de l'âge d'or du Cinéma égyptien.

La production des pays anglophones est quantitativement la plus importante, essentiellement à travers l'Afrique du Sud et le Nigéria, et les «industries» en place ne sont pas dans la logique «cinéma d'auteur» des pays africains francophones, lesquels ont bénéficié de plus de reconnaissance au sein des réseaux du cinéma indépendant à travers le monde. Après la chute de l'apartheid en Afrique du Sud et l'explosion du film vidéo au Nigéria, c'est également la réception des cinémas africains à travers le monde qui est en train de changer.
Des cinémas lusophones apparaissent également et se développent en Angola, au Mozambique et en Guinée-Bissau, assez proche des cinémas d'Amérique latine et notamment de Cuba, mais l'histoire mouvementée de ces pays ne facilite pas l'essor d'une industrie cinématographique.

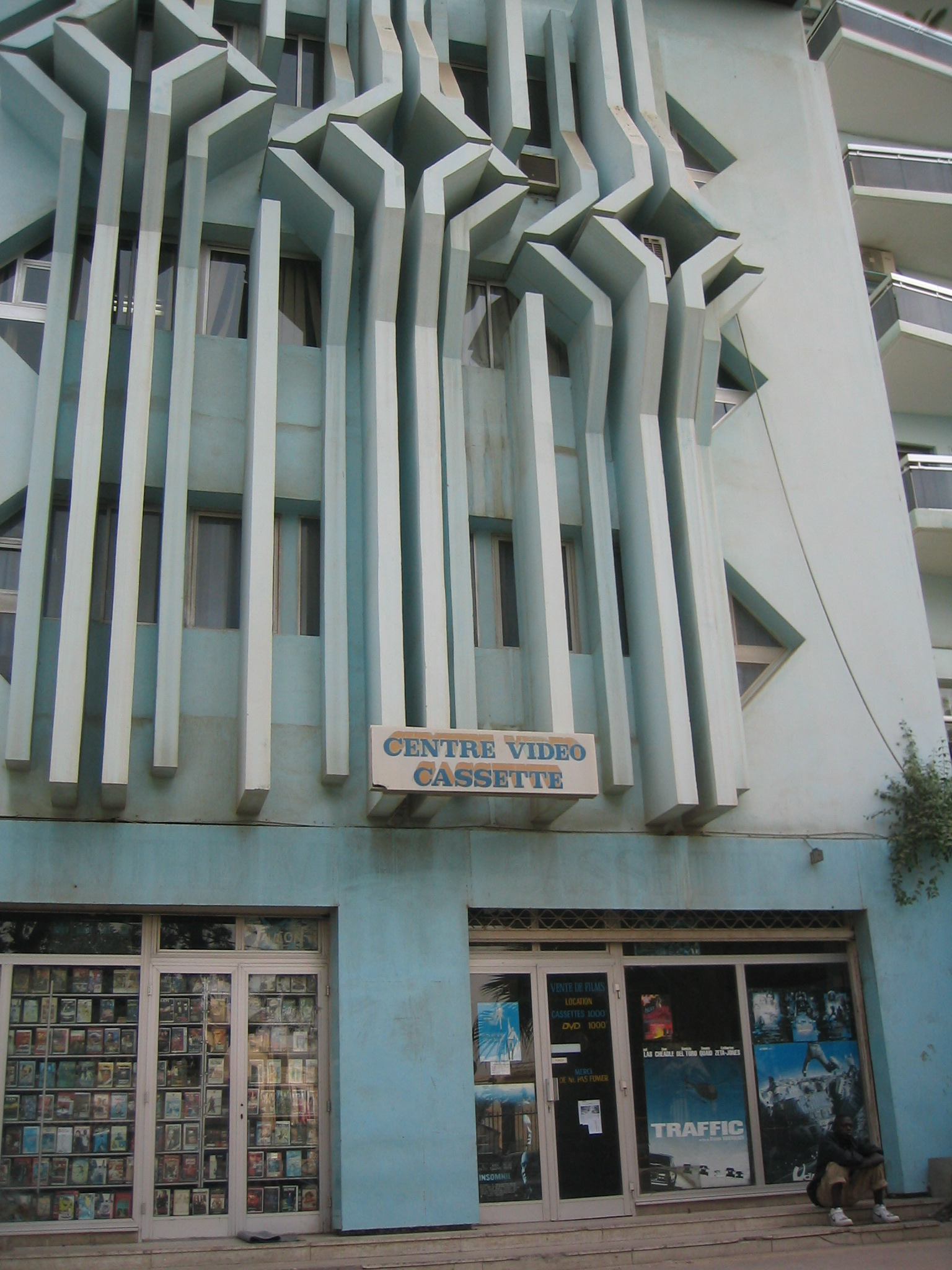
Le succès des vidéo-clubs (Dakar).

Dans la grande majorité des cas, les cinémas africains qui sont représentés dans les 
festivals restent dépendants des aides extérieures puisque les conditions économiques sont rarement réunies pour qu'une vraie industrie puisse exister – à l'exception de l'Afrique du Nord et de l'Afrique du Sud. Beaucoup de réalisateurs africains ont conduit ou conduisent leur carrière depuis l'étranger, résidant en France, en Belgique ou ailleurs. Certains réalisateurs africains acquièrent une notoriété internationale, comme le Mauritanien Abderrahmane Sissako, les Maliens Souleymane Cissé et Cheick Oumar Sissoko, le Burkinabè Idrissa Ouedraogo et le Sénégalais Ousmane Sembène.
Dans les dernières décennies du XXe siècle et au XXIe siècle, avec l'émergence de la vidéo, et en particulier de la vidéo numérique (qui permet des tournages plus légers et économiques), on assiste dans un certain nombre de pays à l'émergence de cinéastes vivant et travaillant dans leur pays d'origine. C'est notamment le cas au Nigéria au tournant des années 1980 et 1990. Le cinéma nigérian est considéré, depuis, comme le troisième cinéma mondial en quantité de films produits selon The Sunday Telegraph. Les films produits par l'industrie cinématographique nationale (connue sous le nom de Nollywood) sont souvent tournés en quinze jours et coûtent en moyenne 11 000 euros. En l'absence d'un réseau de salle de cinéma, les films sont ensuite distribués directement en vidéo (environ 3 euros le DVD). La réalisatrice sud-africaine Jenna Bass démontre également qu'il devient possible de tourner une vidéo de qualité cinématographique avec un simple smartphone, tel son film High Fantasy diffusé en 2018, et présenté pour la première fois au Festival international du film de Toronto. De plus, une autre possibilité de diffusion, permettant de contourner le nombre réduit de salles de cinéma, apparaît au XXIe siècle avec les réseaux sociaux (YouTube, Facebook, TikTok, etc.) puis, également, avec les plateformes VOD (de vidéos à la demande). Le déploiement des plateformes VOD permet aux réalisateurs africains de disposer de budgets de réalisation plus importants et de bénéficier d'une diffusion mondiale.
Tout en rendant hommage à Sembène décédé en 2007 , la vingtième édition du FESPACO, qui se tient en février-mars 2007 à Ouagadougou, témoigne de la montée d'une nouvelle génération de cinéastes, à laquelle se rattachent notamment les trois lauréats du festival, le Nigérian Newton Aduaka pour Ezra, le Camerounais Jean-Pierre Bekolo avec Les Saignantes et le Tchadien Mahamat-Saleh Haroun, réalisateur de Daratt. Les protagonistes des films les plus récents sont souvent des adolescents ou de jeunes adultes, ce qui correspond à la moyenne d'âge du continent africain. La guerre, la violence et leurs conséquences font partie des thèmes fréquemment abordés, de même que l'immigration et la diaspora.
Lors du Festival de Cannes 2010, l'Afrique est fortement représentée par ses comédiens et ses cinéastes, notamment avec Le Secret de Chanda d'Oliver Schmitz et Hors-la-loi de Rachid Bouchareb. Le réalisateur tchadien Mahamat Saleh Haroun reçoit le prix du jury avec Un homme qui crie. En 2013, Mahamat Saleh Haroun est le seul cinéaste africain en compétition avec Grigris. Le film remporte un succès d'estime auprès des critiques. Pour autant, il ne figure pas au palmarès. Encore une fois, l'Afrique reste dans les coulisses du Festival de Cannes.

## Dates-clefs
- 1952 : Le Fils du Nil, long-métrage de Youssef Chahine en sélection au Festival de Cannes
- 1955 : Afrique-sur-Seine court-métrage de Paulin Soumanou Vieyra
- 1958 : Gare Centrale, long-métrage de Youssef Chahine
- 1959 : Borom Sarret, court-métrage d'Ousmane Sembène
- 1962 : La Noire de..., d'Ousmane Sembène, premier long-métrage d'Afrique subsaharienne
- 1969 : première édition du FESPACO à Ouagadougou (Haute Volta, actuel Burkina Faso)
- 1973 : Touki Bouki de Djibril Diop Mambety
- 1975 : Chronique des années de braise de Mohammed Lakhdar-Hamina, Palme d'or Festival de Cannes
- 1983 : Les Dieux sont tombés sur la tête du sud-africain Jamie Uys fait 5 950 000 entrées en France[17], le film totalisera 30,031,783 de dollars de recettes aux États-Unis en 1986[18]
- 1987 : Yeelen (La Lumière) de Souleymane Cissé, Prix du jury au Festival de Cannes
- 1988 : Bal Poussière avec Bakary Bamba, Naky Sy Savane ((long métrage, primé au Festival du film de Fort-de-France en 1988 et au Festival du Film d'humour de Chamrousse en 1989)
- 2005 : Wah-Wah de Richard E. Grant, premier film tourné au Swaziland actuel Eswatini (enclavé en Afrique du Sud)
- 2006 : record d'entrées pour deux films venant d'Afrique noire en France : 323 049 entrées pour Mon nom est Tsotsi de Gavin Hood (également le premier film africain à obtenir l'Oscar du meilleur film en langue étrangère) et 195 444 entrées pour Bamako d'Abderrahmane Sissako[19]
- 2010 : Prix du Jury au Festival de Cannes pour Un homme qui crie, du réalisateur tchadien Mahamat Saleh Haroun
- 2015 : Timbuktu d'Abderrahmane Sissako, César du meilleur film

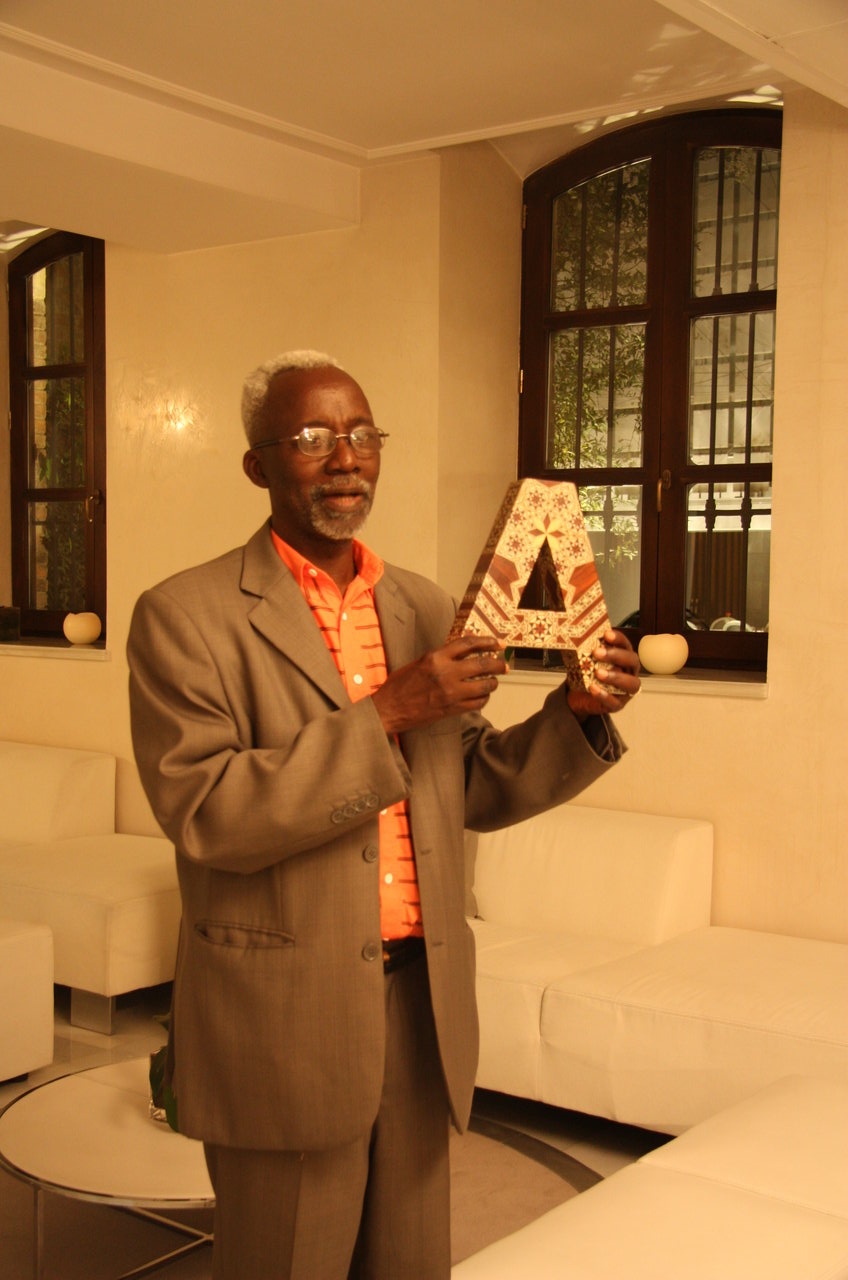
Souleymane Cissé (Mali).

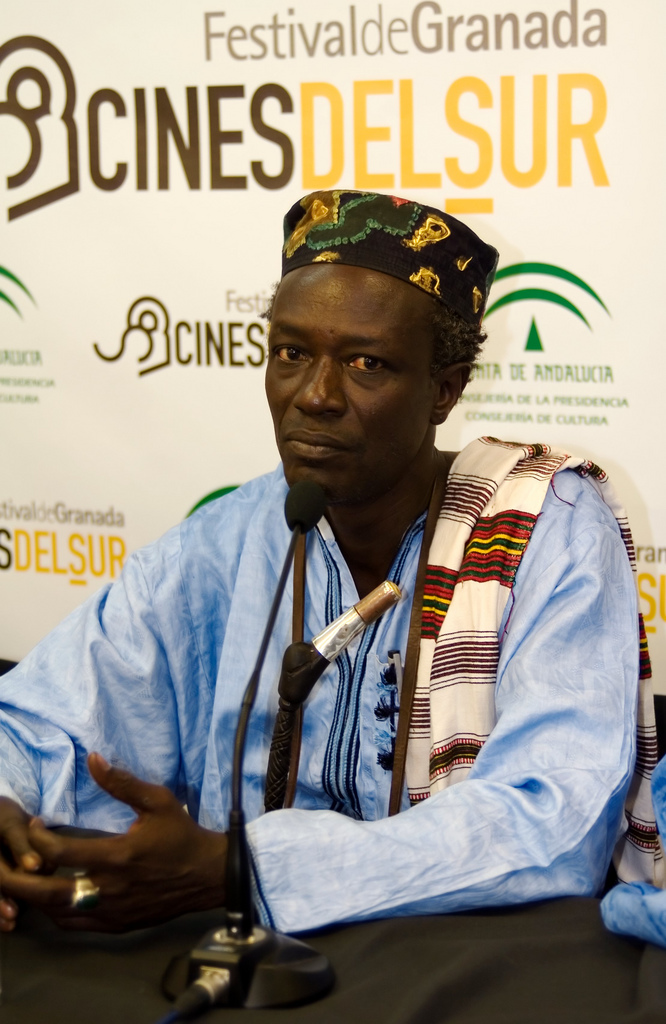
Moussa Sène Absa (Sénégal).

## Les femmes africaines cinéastes

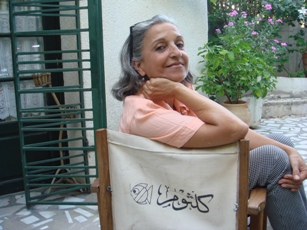
Kalthoum Bornaz.

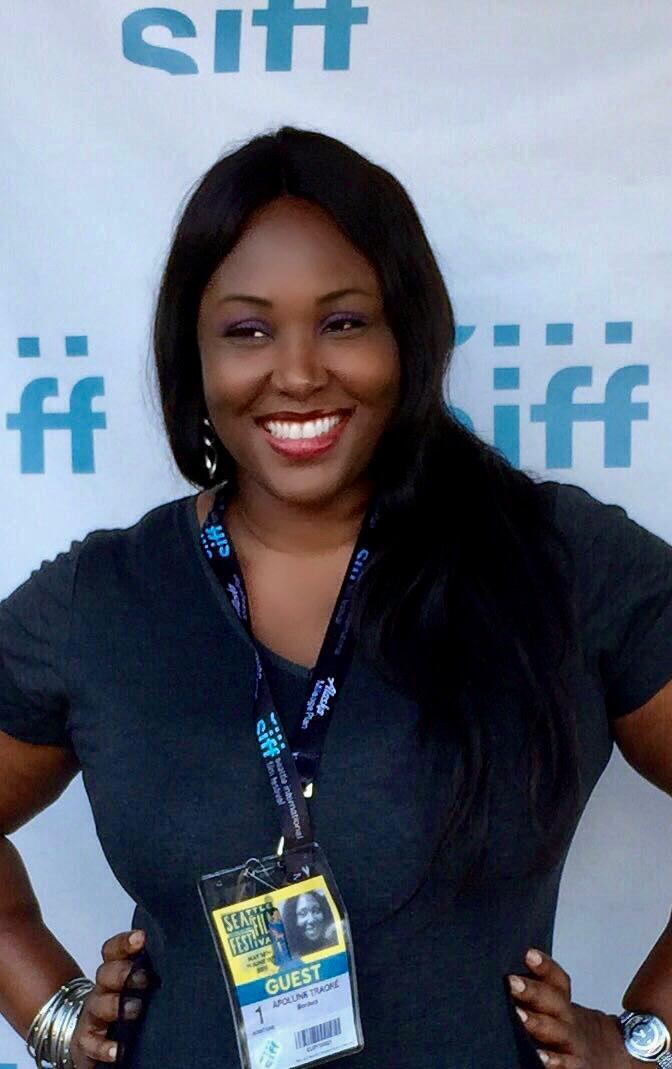
Apolline Traoré réalisatrice et productrice burkinabè.

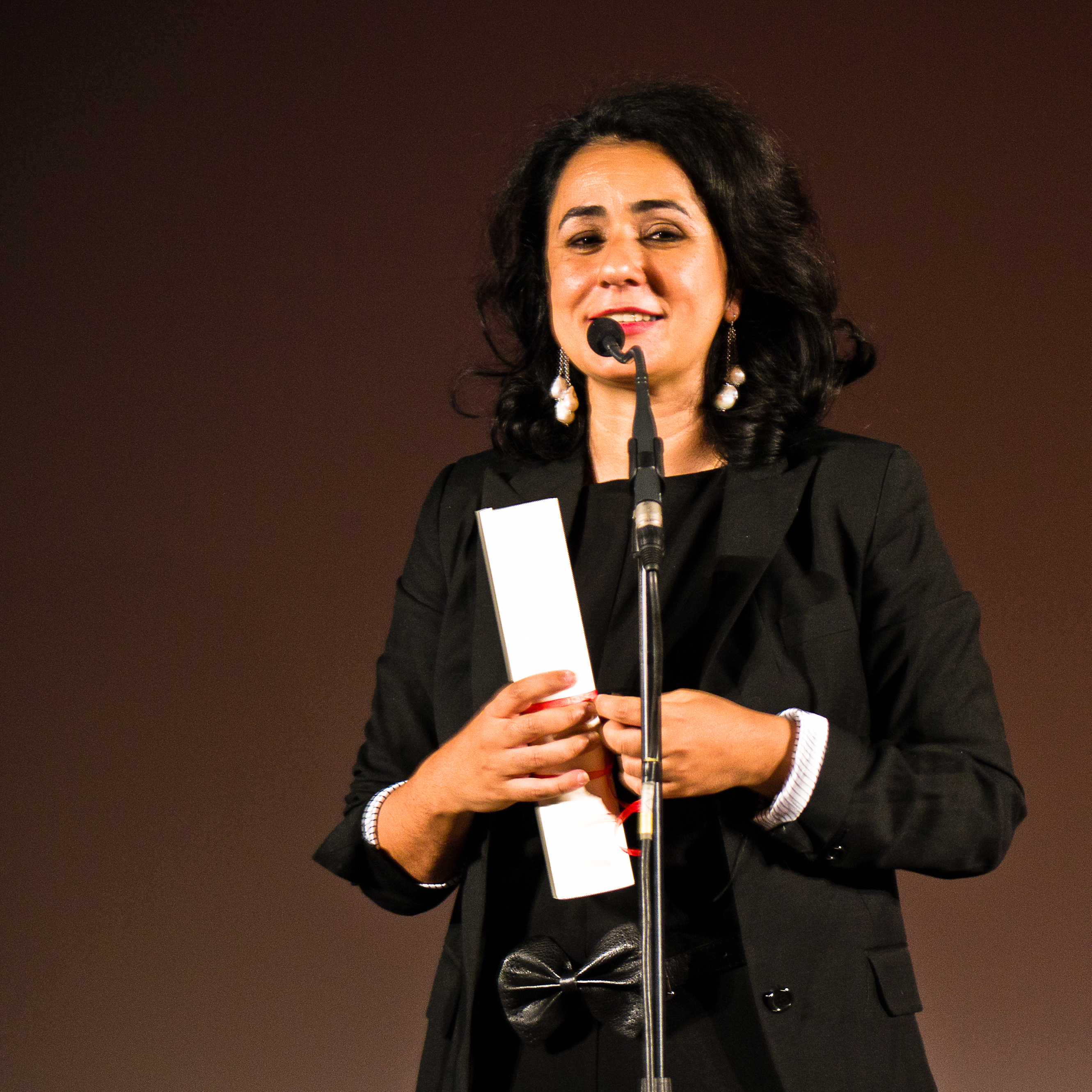
Leïla Kilani.

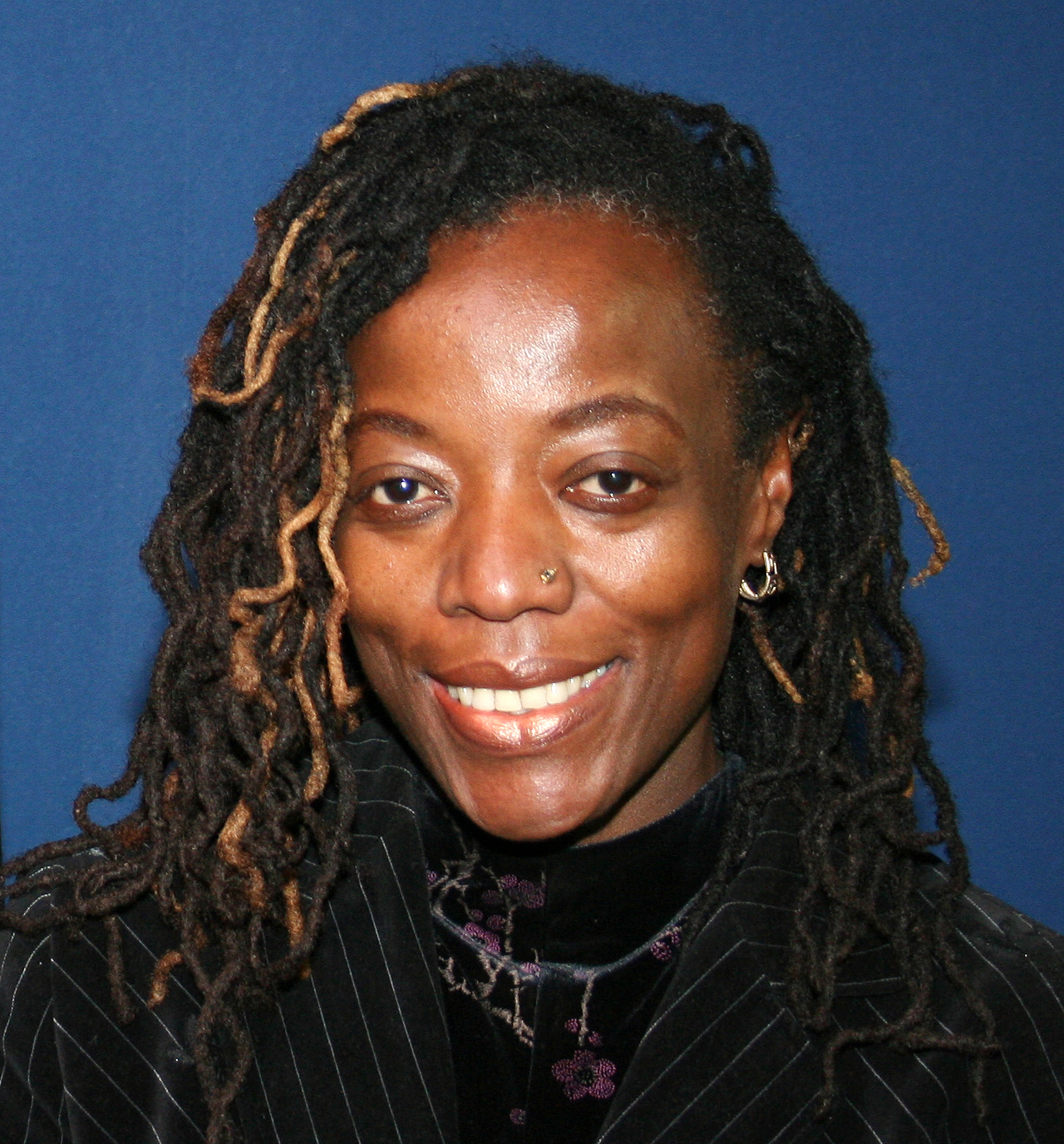
Tsitsi Dangarembga.

Parmi les cinéastes africains, il existe peu de femmes. Les toutes premières sont sans doute en Égypte, un pays qui a connu le cinématographe dès les Frères Lumière et qui a été pendant plusieurs décennies un grand producteur de films au monde. Dès l'entre-deux-guerres, des actrices égyptiennes se lancent dans la réalisation de films. Aziza Amir, Fatma Rochdi, Assia Dagher, etc., sont parmi les premières à ne pas laisser la direction du tournage aux hommes. Un documentaire de Marianne Khoury, Ashikat Al-Cinema (Les Passionnées du Cinéma), leur rend hommage en 2002. En Tunisie, au Maroc, en Algérie, les pionnières apparaissent après la Seconde Guerre mondiale, et plus encore, après l'indépendance, comme Kalthoum Bornaz, Farida Bourquia, Farida Benlyazid et Assia Djebar. En 2013, le film Yema de la réalisateur algérienne Djamila Sahraoui est présenté au festival de Venise et remporte l'étalon d'Argent de Yennenga au Fespaco. Une nouvelle génération suit avec, par exemple, Leïla Kilani, Dalila Ennadre, etc., et plus récemment encore, Houda Benyamina, née en France, caméra d'or au festival de Cannes 2016.
Dans l'Afrique subsaharienne, les pionnières, Thérèse Sita-Bella, ou encore Safi Faye se sont illustrées dans les années 1960 et au début des années 1970. Le documentaire, Lettre paysanne réalisé par Safi Faye en 1972 est considéré comme le premier long-métrage réalisé. Dans les années 1980 et 1990, de nombreuses cinéastes se sont fait connaitre et en 1997, le festival panafricain du cinéma de Ouagadougou (Fespaco) présentait 4 longs métrages réalisés par des femmes sur les 19 films de la compétition officielle.
Ces réalisatrices savent également se montrer critiques sur la situation socio-politique en Afrique, et décrire, par des documentaires ou des fictions, dans les années 1990 et 2000, la condition des femmes, ou encore, la vie de la diaspora dans leurs pays d'accueil. En 1994, la tchadienne Zara Mahamat Yacoub s'engage pour l'amélioration des droits de la personne, en particulier l'égalité des femmes au Tchad. Son court-métrage Dilemme au féminin qui critiquent les mutilations génitales féminines, a ainsi provoqué une fatwa en son encontre. En 1994 toujours, le documentaire Femmes aux yeux ouverts de la Togolaise Anne-Laure Folly se focalise sur ces sujets sensibles que sont les mariages forcés, l'excision, le sida, etc., à travers les yeux des femmes de l'Afrique de l'Ouest. L'année précédente, elle s'était attachée à décrire les Femmes du Niger entre intégrisme et démocratie. La Burkinabè Fanta Régina Nacro réalise en 1995, en langue moré et wolof sous-titré en français, une fiction au titre proche, Ouvre les yeux, ou Puk Nini, abordant de façon originale le thème de la polygamie. Un autre de ses films, son long-métrage La Nuit de la vérité est consacré aux guerres ethniques. Les Oubliées, d’Anne-Laure Folly, de nouveau, évoque en 1997 le sort des femmes dans les guerres civiles, en Angola. La cinéaste afrikaner Katinka Heyns s'intéresse à la fois au régime d'apartheid, et à la condition féminine en Afrique du Sud. En 2000, la Burkinabè Apolline Traoré met en scène dans The Price of Ignorance (Le Prix de l’ignorance), la victime d’un viol à Boston, aux États-Unis, et en 2003, dans Kounandi (La Personne qui porte chance), une naine rejetée de tous. Dans Kare Kare Zwako (La Fête des mères), en 2004, la zimbabwéenne Tsitsi Dangarembga décortique, autour d’un plat de termites, les conséquences de la sécheresse et les profiteurs de cette situation. Valérie Kaboré, en 2005, réalise la série Ina, consacrée, en quinze épisodes, à l'éducation des jeunes filles. La Nigérienne Rahmatou Keïta raconte en 2010, dans Al’lèèssi, le parcours de Zalika Souley, l’une des premières actrices professionnelles du continent, vivant désormais dans un grand dénuement à Niamey,. Plus récemment, la Zambienne Jessie Chisi collabore avec Cassie Kabwita pour réaliser Sound of Silence, un film sur la violence sexuelle et domestique. La Franco-Ivoirienne Isabelle Boni-Claverie décrit dans Trop Noire pour être Française ? comment le passé colonial conditionne encore le regard des Français sur les Noirs,, et la Marocaine Meryem Benm'Barek pointe les difficultés suite à des relations sexuelles hors mariage au Maghreb. La cinéaste helvético-rwandaise Kantarama Gahigiri s'intéresse, dans son film Tapis rouge aux rêves de jeunes d'origines africaines vivant dans les banlieues de cités européennes,,
Afin de promouvoir le travail des femmes réalisatrices, le Burkina-Faso organise tous les deux ans, en alternance avec le Fespaco, les journées cinématographiques de la femme africaine de l’image (JCFA). Parmi les réalisatrices africaines qui se sont fait connaitre lors de ces festivals: Françoise Ellong (Cameroun), Leyla Bouzid (Égypte), ou encore Apolline Traoré (Burkina Faso).
Le Centre pour l'étude et la recherche des femmes africaines dans le cinéma, dirigé par Beti Ellerson, docteure en études africaines (Howard University, USA), tient à jour un index des réalisatrices africaines par pays.
En 2011, le Premier Prix du Documentaire du FESPACO va au long métrage Monica Wangu Wamwere - The Unbroken Spirit de Jane Murago-Munene (Kenya). En 2013, la Tunisienne Nadia El Fani reçoit ce prix pour Même pas mal. En 2019, Aïcha Boro le reçoit pour Le Loup d'or de Balolé, sur les travailleurs d'une gigantesque gravière au centre de Ouagadougou.
En 2020, la réalisatrice afro-allemande Ines Johnson-Spain obtient le prix du Africa Movie Academy Award dans la catégorie meilleur film documentaire de diaspora pour son long-métrage autobiographique Becoming Black. Elle explore les questions d’identité, d’affiliation et de normes sociales et dresse un portrait critique de la société est-allemande des années 60 dans laquelle elle a grandi, témoin du déni de son entourage quant à sa couleur de peau et du racisme structurel.

## Festivals
- Le Festival Khouribga de Cinéma Africain (Maroc) existe depuis 1977.
- Liste de festivals de cinéma en Afrique, Festivals de cinéma africain
- Les Journées cinématographiques de Carthage en Tunisie existent depuis 1966.
- Le Festival panafricain du cinéma et de la télévision de Ouagadougou (FESPACO) est le plus grand festival africain de cinéma. Créé en 1969, il se déroule désormais tous les deux ans dans la capitale du Burkina Faso.
- Le Festival du cinéma africain de Milan (Italie), créé en 1991, devenu en 2004, le Festival du cinéma africain, d’Asie et d’Amérique latine (Milan) en ouvrant sa programmation aux films provenant du continent asiatique et de l'Amérique latine.
- Écrans noirs, fondé par le réalisateur camerounais Bassek Ba Kobhio, se tient à Yaoundé, au Cameroun, depuis 1996.
- Les Rencontres Cinématographiques de Hergla en Tunisie.
- Clap-Ivoire (Côte d'Ivoire).
- FESNACI[34] (Côte d'Ivoire).
- Panafrica International (Montréal, Canada).
- Ciné Sud, festival de courts métrages de réalisation africaine, à Saint-Georges-de-Didonne, Charente-Maritime (France)
- AFRIKAMERA (Berlin, Allemagne) : le festival des films contemporains d´Afrique.
- Festival international du film de Marrakech, depuis 2001.
- YARHA Festival, Semaine Internationale du 1er film, fondé la Promotrice Culturelle/artistique, productrice, Sylvie Nwet, depuis 2014 à Yaoundé (Cameroun).
- Cinewax Festival de Cinéma africain en ligne depuis 2015.
- Festival International de Cinéma de Kinshasa (FICKIN), depuis 2014.
- Festival Africlap, Festival des cinémas d'Afrique de Toulouse, depuis 2014.
- Festival ouest-africain des arts et de la culture[35] (ECOFEST, depuis 2025).

## Distinctions
- Liste de récompenses de cinéma
- List of African film awards (en)
- Africa Movie Academy Awards
- Africa Movie Academy Award du meilleur film
- Ghana Movie Awards
- South African Film and Television Awards
- List of South African Film and Television Award categories (en)
- Marrakech International Film Festival Awards (en)
- Nollywood and African Film Critics Awards (en)
- Zulu African Film Academy Awards (en)
- Golden Movie Awards (Ghana)
- Tanit d'or
- Africa International Film Festival
- Étalon de Yennenga (Burkina Faso, Festival panafricain du cinéma et de la télévision de Ouagadougou)

## Cinéma numérique ambulant
Le siège du cinéma numérique ambulant est situé à Ouagadougou, au Burkina Faso, son conseil d'administration est composé d'un représentant de chaque pays et de quatre personnalités extérieures. Une quinzaine d'unités de projection cinéma numérique fonctionnent dans neuf pays : au Bénin, au Niger, au Mali, au Burkina Faso, au Cameroun, au Sénégal, au Togo et en Tunisie.
Depuis 2003, le cinéma numérique ambulant a réalisé plus de 5 000 projections pour des millions de spectateurs. De nouvelles unités de projection sont en cours de création.

## Cinéma centré sur l'Afrique
Le cinéma africain et ses thèmes sont aussi repris par des cinéastes d'autres provenances.
- Afrique du Sud : The Killing of the Imam, par Khalid Shamis, film sur un événement sous l’apartheid.
- République démocratique du Congo : Kafka au Congo, par Arnaud Zajtman et Marlène Rabaud, film tragicomique dans les coulisses de la justice et de la politique congolaises.
- Guinée-Bissau : Los dioses de verdad tienen huesos par David Alfaro en 2010[36].
- Ouganda : Kengere, un film de Tukei Peter, racontant la vie quotidienne et certains moments graves de l'histoire de l'Ouganda.

### Ouvrages généraux en français
- (fr) Association des Trois mondes / Fespaco, Dictionnaire du cinéma africain, Khartala, 2000 (ISBN 2-84586-060-9, lire en ligne)
- (fr) Roy Armes, Dictionnaire des cinéastes africains de long métrage, Karthala-ATM, 2008, 402 p. (ISBN 978-2-84586-958-5, lire en ligne)
- (fr) Victor Bachy, Pour une histoire du cinéma africain, OCIC, 1987, 69 p. (ISBN 92-9080-019-4)
- (fr) Olivier Barlet, Les cinémas d’Afrique noire : le regard en questions, L’Harmattan, coll. « Images plurielles », 1996, 352 p. (ISBN 2-7384-4877-1, lire en ligne)
- (fr) Olivier Barlet, Les cinémas d'Afrique des années 2000. Perspectives critiques, L’Harmattan, coll. « Images plurielles », 2012, 441 p. (ISBN 978-2-296-55760-4, lire en ligne)
- (fr) Fepaci, L’Afrique et le centenaire du cinéma, Présence africaine, 1995, 412 p. (ISBN 978-2-708-70588-3)
- (fr) Denise Brahimi, Cinémas d’Afrique francophone et du Maghreb, Nathan Université, 1997, 128 p. (ISBN 2-09-190363-9)
- (fr) Patricia Caillé et Claude Forest (dir.), Regarder des films en Afriques, Presses Universitaires du Septentrion, 2017, 352 p. (ISBN 978-2-7574-1748-5, lire en ligne)
- (fr) Patricia Caillé et Claude Forest (dir.), Pratiques et usages du film en Afriques francophones - Maroc, Tchad, Togo, Tunisie, Presses Universitaires du Septentrion, 2020, 292 p. (ISBN 978-2-7574-2924-2, lire en ligne)
- (fr) Colin Dupré, Le Fespaco, une affaire d'État(s), 1969-2009, L'Harmattan, 2012, 406 p. (ISBN 978-2-336-00163-0)
- (fr) FEPACI, L’Afrique et le centenaire du cinéma, Présence africaine, 1995, 412 p. (ISBN 978-2-708-70588-3)
- (fr) FESPACO / Black Camera / Institut Imagine, Cinéma africain - manifeste pour une décolonisation culturelle, deuxième partie : Ancrages coloniaux, caractéristiques, énonces et articulations, éditions Mercury, Ouagadougou, janvier 2023, 676 p. (ISBN 979-10-97328-59-7)
- (fr) Claude Forest (dir.), Production et financement du cinéma en Afrique sud saharienne francophone (1960-2018), L'Harmattan, 2018, 308 p. (ISBN 978-2-1401-0825-9, lire en ligne)
- (fr) Claude Forest (dir.), États et cinéma en Afriques francophones : pourquoi un désert cinématographique?, L'Harmattan, 2020, 413 p. (ISBN 978-2-3432-0463-5, lire en ligne)
- (fr) Claude Forest (dir.), Produire des films - Afriques et Moyen Orient, Presses Universitaires du Septentrion, 2019, 386 p. (ISBN 978-2-7574-2331-8, lire en ligne)
- (fr) André Gardies, Cinéma d’Afrique noire francophone - l'espace miroir, L'Harmattan, 1989, 191 p. (ISBN 978-2-7384-0207-3, lire en ligne)
- (fr) André Gardies et Pierre Haffner, Regards sur le cinéma négro-africain, OCIC, 1987, 234 p. (ISBN 978-92-9080-021-7)
- (fr) Pierre Haffner, Essai sur les fondements du cinéma africain, Nouvelles éditions africaines, 1978, 277 p. (ISBN 2-7236-0524-8)
- (fr) Michel Larouche (dir.), Films d’Afrique, Éd. Guernica, Montréal, 1991, 144 p. (ISBN 2-89135-035-9)
- (fr) Samuel Lelièvre, Les cinémas africains, une oasis dans le désert, CinémAction no 106, Corlet / Télérama, 1er trimestre 2003, 264 p.
- (fr) Elisabeth Lequeret, Le cinéma africain - un continent à la recherche de son propre regard, Cahiers du cinéma, 2003, 96 p. (ISBN 978-2-8664-2338-4)
- (fr) Vincent Marie, « Sous l’arbre à palabres : l’Afrique noire fait son cinéma », dans Alpha Ousmane Barry (dir.), Discours d’Afrique. Pour une réthorique des identités postcoloniales d’Afrique subsaharienne, Besançon, Presses universitaires de Franche-Comté, 2009 (ISBN 978-2-84867-267-0, DOI 10.4000/books.pufc.25122 , lire en ligne), p. 305-314.
- (fr) Médias France Intercontinents (MFI), Cinémas africains d'aujourd'hui: guide des cinématographies d'Afrique, Karthala, 2007 (ISBN 9-7828-4586-889-2, lire en ligne)
- (fr) Pierre Pommier, Cinéma et développement en Afrique noire francophone, Pedone, 1974, 186 p. (ISBN 2-233-00001-3)
- (fr) Catherine Ruelle et Clément Tabsoba (dir.), Afriques 50 : singularités d'un cinéma pluriel, L'Harmattan, 2005, 333 p. (ISBN 978-2-7475-8205-6, lire en ligne)
- (fr) UNESCO, L’industrie du film en Afrique : tendances, défis et opportunités de croissance, 2020, 271 p. (ISBN 978-92-3-200239-6, lire en ligne)
- (fr) Paulin Soumanou Vieyra, Le cinéma africain : des origines à 1973, Présence Africaine, 1975, 444 p.
- (fr) Paulin Soumanou Vieyra, Le Cinéma et l'Afrique, Présence africaine, 220 p.

### Articles en français
- (fr) Pierre Haffner, « L'Afrique panafricaniste des cinéastes (1960-1985) », Le Film africain, no 37-38, 2001, p. 85-95.
- (fr) Olivier Barlet et Claude Forest, « Dates-clefs de l’Histoire des cinémas d’Afrique », sur Afrimages, 30 avril 2021
- (fr) Olivier Barlet, « Les six décennies des cinémas d’Afrique », sur Africultures, 20 mars 2018

### Autres langues
- (en) Roy Armes, Dictionary of African Filmmakers, Indiana University Press, 2008, 397 p. (ISBN 978-0-2533-5116-6, lire en ligne)
- (en) Roy Armes, African Filmmaking North and South of the Sahara, Indiana University Press, 2006, 224 p. (ISBN 978-0-2532-1898-8, lire en ligne)
- (en) Manthia Diawara, African Cinema: Politics & Culture, Indiana University Press, 1992, 192 p. (ISBN 978-0-2532-0707-4, lire en ligne)
- (en) Manthia Diawara, African Film - New forms of aesthetics and politics, Prestel, 2010, 320 p. (ISBN 978-3-7913-4342-6)
- (en) Beti Ellerson, Sisters of the Screen - Women of Africa on Film, Video and Television, Africa World Press, 2008, 395 p. (ISBN 978-0-8654-3712-8)
- (en) Josef Gugler, African Film - Re-imagining a Continent, Indiana University Press, 2003, 202 p. (ISBN 978-0-2533-4350-5, lire en ligne)
- (en) Kenneth W. Harrow (dir.), African Cinema - Postcolonial and Feminist Readings, Africa World Press, 1999, 356 p. (ISBN 978-0-8654-3697-8, lire en ligne)
- (en) Kenneth W. Harrow, Postcolonial African Cinema - From Political Engagement to Postmodernism, Indiana University Press, 2007, 268 p. (ISBN 978-0-2533-4909-5)
- (en) Kenneth W. Harrow (dir.), Trash - African Cinema from Below, Indiana University Press, 2013, 327 p. (ISBN 978-0-2530-0744-5, lire en ligne)
- (en) Kenneth W. Harrow, African Cinema in a Global Age, Taylor & Francis Group, 2023, 292 p. (ISBN 978-1-0325-0251-9)
- (en) Kenneth W. Harrow (dir.) et Carmela Garritano, A Companion to African Cinema, Wiley, 2018, 512 p. (ISBN 978-1-1191-0031-7, lire en ligne)
- (en) Françoise Pfaff, Twenty-Five Black African Filmmakers. A Critical Study, with Filmography and Bio-Bibliography, Greenwood Press, 1988, 344 p. (ISBN 978-0-3132-4695-1)
- (en) Françoise Pfaff, Focus on African Films, Indiana University Press, 2004, 327 p. (ISBN 978-0-2532-1668-7, lire en ligne)
- (en) Nancy J. Schmidt, Sub-Saharan African films and filmmakers, 1987-1992: an annotated bibliography, Hans Zell Publishers, Londres, New Providence (N.J.), 1994, 400 p.
- (en) Melissa Thackway, Africa Shoots Back - Alternative Perspectives in Sub-Saharan Francophone African Film, Indiana University Press, 2003, 230 p. (ISBN 978-0-2533-4349-9, lire en ligne)
- (en) Alexie Tcheuyap, Postnationalist African Cinemas, Manchester University Press, 2011, 269 p. (ISBN 978-0-7190-8336-5)
- (en) Nwachukwu Frank Ukadike, Black African Cinema, University of California Press, 1994, 371 p. (ISBN 978-0-5200-7748-5, lire en ligne)
- (en) Nwachukwu Frank Ukadike, Questioning African Cinema - Conversations With Filmmakers, University of Minnesota Press, 2002, 319 p. (ISBN 978-1-4529-0582-2)
- (it) Giuseppe Gariazzo, Breve storia del cinema africano, Turin, Ed. Lindau, 2001, 184 p.,  (ISBN 978-8871803326).